# Orquestra de Cadaqués
L'Orquestra de Cadaqués és una orquestra de cambra que té la seu a Cadaqués (Alt Empordà). L'orquestra va ser fundada el 1988 per ser l'orquestra resident del Festival de Cadaqués. Des de llavors s'ha convertit en una orquestra estable. Des de febrer del 2011 un dels membres fundadors i flautista de l'orquestra, Jaime Martín, fa la tasca de codirecció al costat de Gianandrea Noseda. En aquesta nova etapa han impulsat el projecte amb una projecció més important a l'estranger, i ha estat nomenada orquestra en residència de l'Auditori de Girona.